# Вуди-Крик
Вуди-Крик (англ. Woody Creek) — статистически обособленная местность в округе Питкин, штат Колорадо, США.

## География
Вуди-Крик расположен в долине реки Роринг-Форк к северо-западу от Аспена. Вуди-Крик находится на 39° 16’15" N 106°53’10" W (39,270803, −106,886158).
Главной достопримечательностью города является бревенчатый дом, построенный в 1940-х годах семьёй Ли Джонса, в котором сейчас находится «Таверна Вуди-Крик». Недалеко находится парк «домов на колёсах» и несколько домов, начиная от скромных старых и до новых современных построек.

## Культура
В Вуди-Крик была расположена резиденция писателя и журналиста, основателя гонзо-журналистики Хантера С. Томпсона. На протяжении большей части своей жизни автор находился в Вуди-Крик, даже в момент своей смерти. 21 февраля 2005 Хантер Стоктон Томпсон был обнаружен на ферме «Сова» в Вуди-Крик. В Вуди-Крик также находились дома других знаменитостей и музыкантов, включая Эда Брэдли, Дона Хенли, Джона Оутс из Hall & Oates, Джимми Ибботсона из Nitty Gritty Dirt Band и актёра Дона Джонсон. В настоящее время лидер Демократической партии в Палате представителей Нэнси Пелоси имеет зимнюю резиденцию в Вуди-Крике. Вуди-Крик был резиденцией многих из членов-основателей компании Aspen. Основатель компании жил в обоих концах Woody Creek Canyon — в парке трейлеров, прилегающем к таверне, и в лачугах на руднике вдоль верховьев Вуди-Крик в Ленадо.

## Демография
По данным переписи населения 2010 года население поселения составляло 263 жителя.

## Климат
Лето жаркое и длительное, зима мягкая и короткая, самым холодным месяцем является декабрь. Зимой иногда бывают небольшие заморозки, летом часто сильная жара почти до 50 °C в тени. Осадки распределены относительно равномерно, больше осадков выпадает зимой. За год выпадает всего 106 мм осадков. Вуди-Крик расположен в одном из так называемых Горных штатов. Восточнее Скалистые горы переходят в Великие равнины — плато с преобладающей степной растительностью.
- Среднегодовая температура воздуха — 20,8 °C
- Средняя скорость ветра — 3,9 м/с
- Относительная влажность воздуха — 31 %

## Фотогалерея

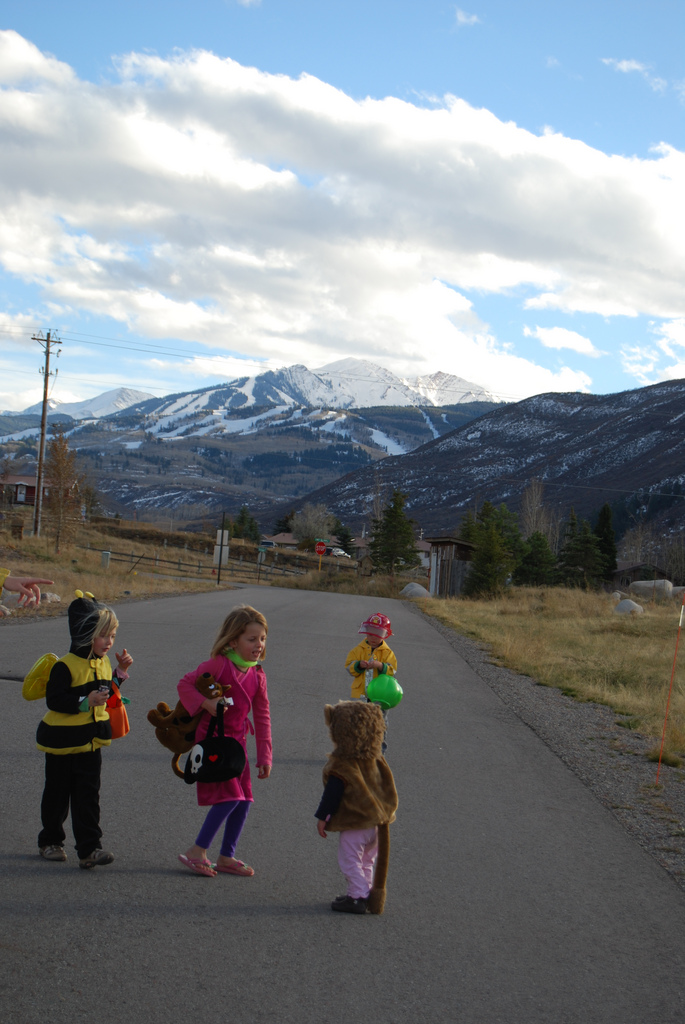
Дети в Вуди-Крик на Хэллоуин